# Rechtsupweg

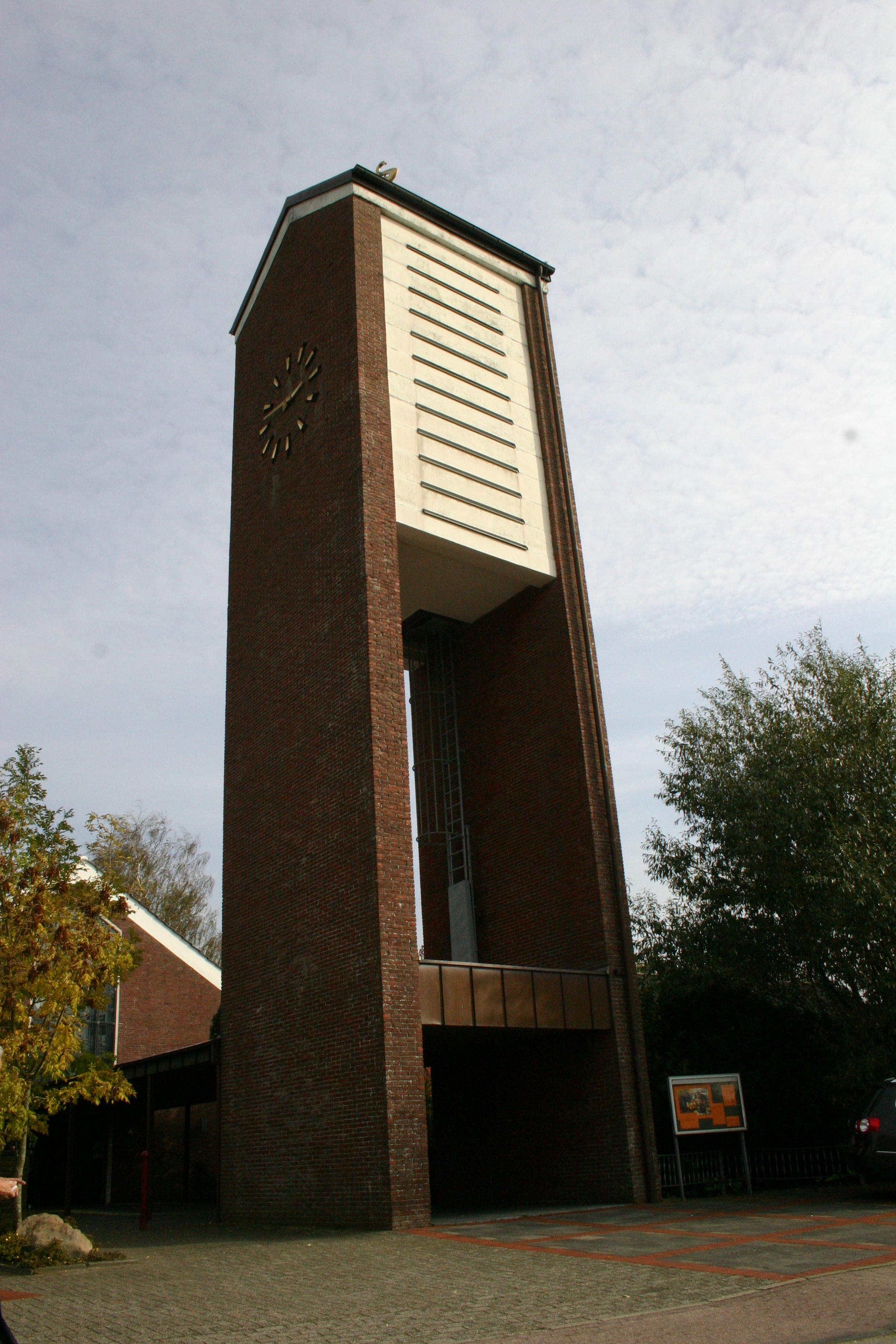
Die Kirche in Rechtsupweg

Rechtsupweg ist eine Gemeinde in der Samtgemeinde Brookmerland im Landkreis Aurich in Ostfriesland. Die Gemeinde hat 2021 Einwohner und erstreckt sich auf einer Fläche von 5,13 Quadratkilometern. Die Gemeinde ist eine der flächenmäßig kleinsten Gemeinden in Niedersachsen.

## Geschichte
Die Gemeinde entstand 1769 als Moorkolonie. Der Ortsname „Rechtsupweg“ beruht auf einem Stichweg der Gemeinde Upgant-Schott in das Moor. Überregional bekannt wurde Rechtsupweg durch die Kult-Diskothek Allotria, die von 1964 bis 1989 bestand. Das Gebäude wurde nach langer Zeit des Leerstands und Verfalls im Januar 2024 abgerissen.

## Politik

### Gemeinderat
Der Rat der Gemeinde Rechtsupweg besteht aus 13 Ratsfrauen und Ratsherren. Dies ist die festgelegte Anzahl für die Mitgliedsgemeinde einer Samtgemeinde mit einer Einwohnerzahl von 2001 bis zu 3000 Einwohnern. Die 13 Ratsmitglieder werden durch eine Kommunalwahl für jeweils fünf Jahre gewählt. Die aktuelle Amtszeit begann am 1. November 2021 und endet am 31. Oktober 2026.
Die letzte Kommunalwahl vom 12. September 2021 ergab das folgende Ergebnis:
| Partei                            | Anteilige Stimmen | Anzahl Sitze |
| --------------------------------- | ----------------- | ------------ |
| SPD                               | 54,41 %           | 7            |
| CDU                               | 18,21 %           | 2            |
| Brookmer Wählergemeinschaft (BWG) | 4,80 %            | 1            |
| Bündnis 90/Die Grünen             | 6,76 %            | 1            |
| Moin                              | 9,07 %            | 1            |
| BfB                               | 6,76 %            | 1            |

Die Wahlbeteiligung bei der Kommunalwahl 2021 lag mit 54,65 % geringfügig über dem niedersächsischen Durchschnitt von 57,1 %. Zum Vergleich – die Wahlbeteiligung bei der Kommunalwahl 2016 lag mit 56,4 % etwas über dem niedersächsischen Durchschnitt von 55,5 %. Bei der vorherigen Kommunalwahl vom 11. September 2011 lag die Wahlbeteiligung bei 51,46 %.
Bürgermeister ist Timo Seeberg (SPD).

### Wappen
| Wappen von Rechtsupweg | Blasonierung: „Das Wappen der Gemeinde zeigt einen goldenen Bienenkorb auf blauem Grund, darunter eine goldene Moorhacke gekreuzt mit einem goldenen Moorspaten.“ |
| Wappen von Rechtsupweg | |

## Kultur und Sehenswürdigkeiten

### Vereine
Die Gründungsversammlung des Vereins Spiel und Sport Rechtsupweg fand am 6. Mai 1965 in der Gaststätte Allotria statt, zu der der damalige Dorfschullehrer Erwin Brandes eingeladen hatte. Tischtennis, Klootschießen sowie Fußball waren die ersten Sparten. Als Vereinsfarben übernahm man die Traditionsfarben blau – gelb – rot der Klootschießerabteilung. Blau und gelb sind auch die Grundfarben des Rechtsupweger Wappens (blauer Untergrund, gelber Bienenstock und gelbes Torfgräberbesteck). Bereits nach Ablauf des ersten Jahres hatte der Verein 157 Mitglieder, davon 65 Jugendliche; 1989 waren es 380, derzeit (Stand 2022) sind es ungefähr 500.

## Verkehr
Westlich der Gemeinde verläuft die Bundesstraße 72 zwischen Norden und Aurich.

## Bekannte Söhne und Töchter
- Reinhard Reents (* 1962), Tierzüchter und Zuchtwertschätzer